# Træden (Horsens Kommune)
 For alternative betydninger, se Træden. (Se også artikler, som begynder med Træden)
Træden er en by i Østjylland med 201 indbyggere i byområdet (2019), beliggende 4 km øst for Brædstrup, 7 km vest for Østbirk og 21 km nordvest for Horsens. Byen hører til Horsens Kommune og ligger i Region Midtjylland.
Træden hører til Træden Sogn, og Træden Kirke ligger i byen. Byen ligger naturskønt tæt ved Gudenådalen og 2 km fra P-pladsen ved Den Genfundne Bro.

## Faciliteter
Træden har forsamlingshus. Sammen med nabobyen Tønning har Træden en friskole, der er startet i 1991 og hedder Tønning-Træden Friskole, forkortet TTF. Den har 170 elever, fordelt på 0.-9. klassetrin.
Ved siden af friskolen ligger SFO'en Tønning-Træden Børnebolig og Tønning-Træden Børnehave, der er normeret til 40 børn. Den blev oprettet i oktober 1995 og lagt ind under friskolen 1. august 2006. Tønning-Træden Idrætsforening har primært til huse på friskolen og den tilstødende sportsplads.
Trømmelstrup er den lokale fællesbetegnelse for Tønning, Træden, Gammelstrup & Troelstrup. Området har adskillige foreninger, bl.a. Trømmelstrup Husmoderforening. Tønning-Træden Lokalråd har kontakten til Horsens Kommune.

## Historie
I 1904 omtales Træden således: "Træden med Kirke, Skole, privat Forskole og Forsamlingshus (opf. 1891)."

### Jernbanen
I 1899 blev den smalsporede privatbane fra Horsens til Bryrup indviet. Den blev i 1929 omlagt til normalspor og samtidig forlænget til Silkeborg, så den kom til at hedde Horsens-Bryrup-Silkeborg Jernbane (HBS). 18. juni 1930 oprettede banen Trædenvejen trinbræt næsten 3 km vest for Træden. Det fik ikke den store betydning for Træden, som kun havde knap 2 km til Tønning Station, så navnet blev ændret til Ring Skov trinbræt 4. oktober 1936.